# Usługa Windows
Usługa Windows – proces wykonywany wewnątrz środowiska systemowego Windows, przeznaczony do specjalnych funkcji i niewymagający interakcji z użytkownikiem komputera. Proces taki nazywany jest też serwisem Windows. Usługa zwykle jest uruchamiana podczas startu (ładowania) systemu operacyjnego i działa tak długo, jak długo system jest czynny. Zasada działania jest podobna do idei daemona w systemie Unix.

## Zarządzanie usługami
Uruchomionymi usługami można zarządzać przez wywołanie okna "Usługi" z "Narzędzi administracyjnych" Panelu sterowania lub zlecenie wykonania "Services.msc" z okna "Uruchom" menu "Start". Na konsoli "Usługi" są pokazane krótkie opisy zainstalowanych serwisów, ścieżki do ich programów wykonywalnych (exe), aktualne statusy, typy uruchomienia, zależności oraz konta, z których je uruchomiono. Ponadto konsola umożliwia:
- uruchomienie, zatrzymanie, wstrzymanie lub ponowne uruchomienie usługi
- określenie parametrów usługi
- ustawienie (zmianę) typu uruchomienia
- zmianę konta uruchomienia
- skonfigurowanie opcji odzyskiwania po błędzie (awaryjnym zakończeniu) usługi

Z konsoli można wyeksportować listę usług do pliku tekstowego w kilku formatach, m.in. csv.
Usługa może mieć cztery typy uruchomienia:
- automatyczny z opóźnionym uruchomieniem – możliwy w Windows Vista i nowszych dla przesunięcia ładowania usług poza okres rozruchu systemu, co ma ogólnie przyśpieszyć start całego środowiska
- automatyczny
- ręczny
- wyłączony

W Windows Vista i nowszych poza konsolą można usługami zarządzać w trybie uproszczonym przez Menedżera zadań lub okno MSConfig.

## Tworzenie usług Windows
Programowanie serwisów dla systemu Windows można wykonać za pomocą Microsoft Visual Studio. Usługi muszą współpracować ze specjalnym serwisem zarządczym Service Control Manager, który je uruchamia i zatrzymuje oraz rejestruje w dedykowanej gałęzi rejestru Windows: HKEY_LOCAL_MACHINE\SYSTEM\CurrentControlSet\Services. 
Z zasady usługi nie wchodzą w interakcję z użytkownikiem, ale można je zbudować w ten sposób. Korzystanie z tego jest możliwe po zaznaczeniu wyboru "Zezwalaj usłudze na współdziałanie z pulpitem" w zakładce "Logowanie" okna "Właściwości" usługi.